# جور-ال
جور-اِل (به انگلیسی: Jor-El) یک شخصیت خیالی در کتاب‌های کامیک آمریکایی منتشر شده توسط دی‌سی کامیکس است. این شخصیت توسط نویسنده جری سیگل و طراح جو شوستر خلق شده‌است؛ که برای اولین بار در شمارهٔ ۱۰۱ از مجموعه گلچین ادبی مور فان کامیکس (ژانویه ۱۹۴۵) حضور پیدا کرد.
جور-ال یکی از دانشمندان عالی رتبه در شورای علمی کریپتونی در سیارهٔ کریپتون بود. او پدر بیولوژیکی شخصیت ابرقهرمان سوپرمن (با نام کامل کال-ال) و همسر لارا-ال به‌شمار می‌رود. او از قبل سرنوشت سیاره را پیش‌بینی کرده بود، اما نتوانست همکاران خود را به موقع برای نجات ساکنین متقاعد سازد. جور-ال تنها قادر به نجات پسر نوزاد خود کال-ال، با ارسال وی بوسیلهٔ یک سفینه فضایی، تنها چند لحظه قبل از انفجار کریپتون به سوی کرهٔ زمین شد. او از فیزیولوژی کریپتونی برخوردار است و همانند دیگر ساکنین سیارهٔ کریپتون تحت تأثیر نور خورشید دارای توانایی‌های ابرانسانی است، و همچنین از طرفی در برابر مادهٔ خیالی کریپتونایت آسیب‌پذیر می‌باشد.
مارلون براندو نقش شخصیت جور-ال را در فیلم‌های سوپرمن (۱۹۷۸) و سوپرمن ۲ (۱۹۸۰) بر عهده داشت. همچنین هنرپیشه نیوزیلندی راسل کرو نقش وی را در فیلم مرد پولادین (۲۰۱۳) ایفا کرده است.